# Bussy-le-Repos (Marne)
 Bussy-le-Repos  es una población y comuna francesa, en la región de Champaña-Ardenas, departamento de Marne, en el distrito de Vitry-le-François y cantón de Heiltz-le-Maurupt.

## Demografía
| 147 | 143 | 113 | 99 | 128 | 106 |
| Para los censos de 1962 a 1999 la población legal corresponde a la población sin duplicidades (Fuente: INSEE [Consultar]) |     |     |    |     |     |